# Sternula
Sternula — рід сивкоподібних птахів підродини крячкових (Sterninae) родини мартинових (Laridae). Це невеликі крячки з переважно білим оперенням, які живуть майже по всьому світу.

## Види
Рід містить 7 видів:
- Крячок малий (Sternula albifrons)
- Крячок карибський (Sternula antillarum)
- Крячок намібійський (Sternula balaenarum)
- Крячок перуанський (Sternula lorata)
- Крячок австралійський (Sternula nereis)
- Крячок мекранський (Sternula saundersi)
- Крячок амазонський (Sternula superciliaris)